# Songsong
Songsong es la localidad más grande de la isla de Rota, en las Islas Marianas del Norte, Estados Unidos. Según datos de 2000, su población es de 1321 personas. Songsong se encuentra a lo largo de la costa sur, en una estrecha península. El monumento más reconocible de la aldea es el monte Taipingot, más comúnmente conocido como montaña del pastel de bodas por su parecido a un pastel de bodas en capas. La palabra Songsong significa "pueblo" en el idioma chamorro.
El pueblo en sí está dividido en varios distritos:
- Distrito 1
- Distrito 2
- Distrito 3
- Distrito 4
- Anexo F
- liyo '
- Teneto